# Мандра ди Л'Ајну (Сасари)
Мандра ди Л'Ајну је насеље у Италији у округу Сасари, региону Сардинија.
Према процени из 2011. у насељу је живело 187 становника. Насеље се налази на надморској висини од 143 м.